# Scream 3 - Crimă în 3 timpi
Scream 3 - Crimă în 3 timpi (titlu original: Scream 3) este un film american slasher din 2000 regizat de Wes Craven. Rolurile principale au fost interpretate de actorii David Arquette, Neve Campbell, Courteney Cox, Patrick Dempsey, Scott Foley, Lance Henriksen, Matt Keeslar, Jenny McCarthy, Emily Mortimer, Parker Posey, Deon Richmond și Patrick Warburton. Este al treilea film din seria Scream, după 	Scream - Țipi... sau fugi! (1996) și Scream 2 (1997) și este urmat de Scream 4: Coșmarul continuă (2011).

## Distribuție
- David Arquette - Dewey Riley, un ajutor de șerif și consilier pe platoul „Stab 3”
- Neve Campbell - Sidney Prescott, un consilier de criză și ținta principală a Ghostface
- Courteney Cox - Gale Weathers, o reporteriță de investigație
- Patrick Dempsey - Mark Kincaid, un detectiv
- Scott Foley - Roman Bridger, regizorul filmului „Stab 3”
- Lance Henriksen - John Milton, un producător de la Hollywood
- Matt Keeslar - Tom Prinze, un actor care interpretează un Dewey fictiv în „Stab 3”
- Jenny McCarthy - Sarah Darling, o actriță distribuită - Candy în „Stab 3”
- Emily Mortimer - Angelina Tyler, o actriță care interpretează un Sidney fictiv în „Stab 3”
- Parker Posey - Jennifer Jolie, o actriță care interpretează un Gale fictiv în „Stab 3”
- Deon Richmond - Tyson Fox, un actor
- Liev Schreiber - Cotton Weary, gazdă de talk-show
- Kelly Rutherford - Christine Hamilton, iubita lui Cotton
- Patrick Warburton - Steven Stone, un bodyguard
- Josh Pais - Wallace, un detectiv
- Jamie Kennedy - Randy Meeks, care apare într-o înregistrare video făcută la facultate înainte de a fi ucis
- Heather Matarazzo - Martha Meeks, sora lui Randy
- Roger L. Jackson - vocea lui Ghostface
- Lynn McRee - Maureen Prescott (născută Roberts) / Rina Reynolds, o actriță și mama decedată a lui Sidney